# Met Gala
La Met Gala és una gala anual de caràcter benèfic que constitueix l'esdeveniment de moda més important de l'any. Recapta fons per al Metropolitan Museum of Art de Nova York.
Se celebra des del 1948. Es fa particularment el primer diumenge de maig d'ençà del 2005.
En cada edició de la Met Gala s'estableix una temàtica a tall de codi de vestimenta, que pretén commemorar l'impacte històric i encara vigent de la moda com a art en la societat. La llista de convidats es manté en secret fins al dia de l'esdeveniment i només les celebritats de gran talla hi són convidades.